# Aloys Senefelder

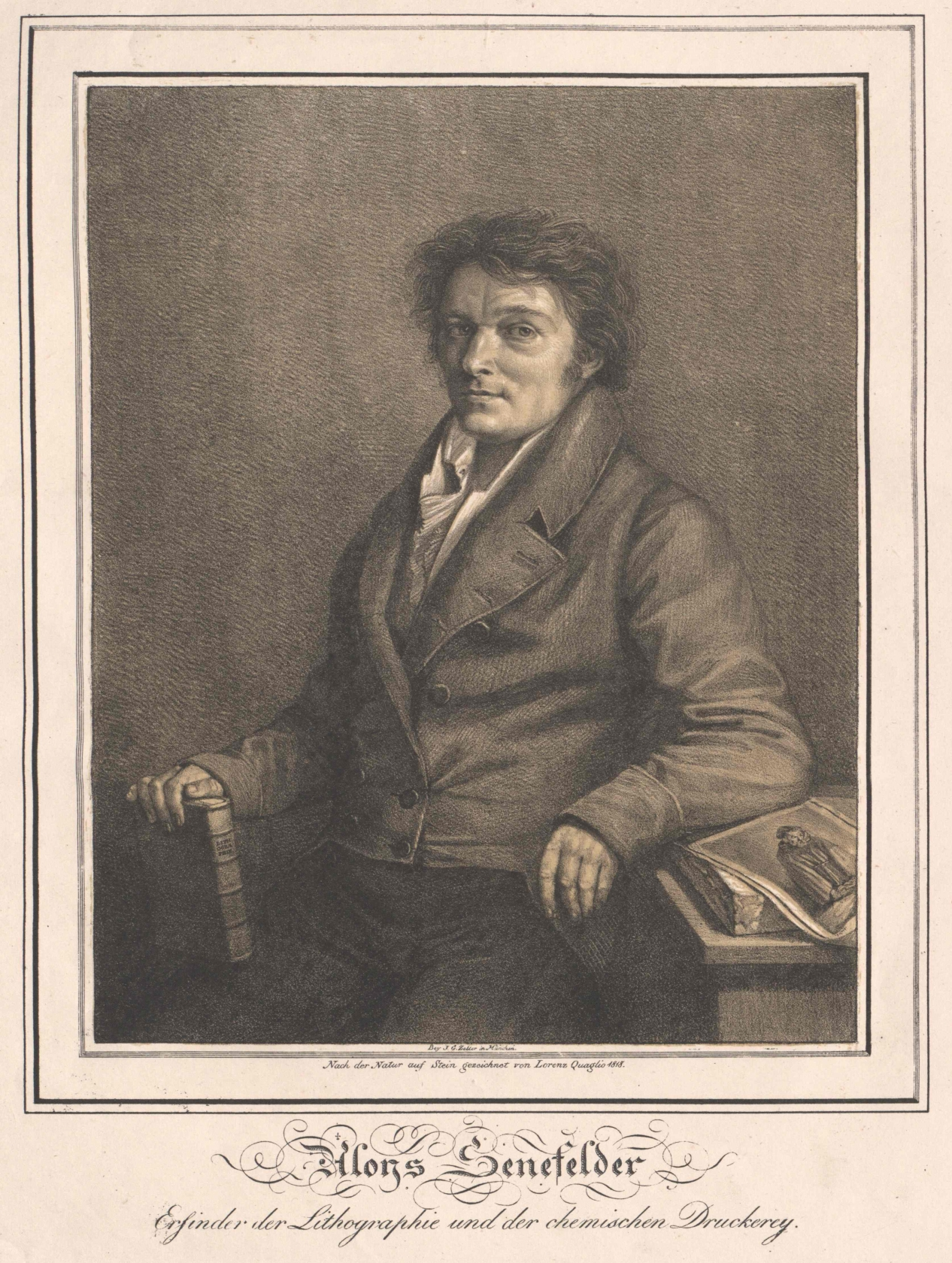
Retrato de Aloys Senfelder por Lorenz Quaglio.

Johann Aloys Senefelder (Praga, 6 de noviembre de 1771 - Múnich, 26 de febrero de 1834) fue un inventor alemán, creador de la litografía en 1796.

## Biografía
Su padre, actor de arte dramático, del Teatro Real de Múnich, actuaba en Praga al tiempo que su hijo venía al mundo. 
El joven Senefelder estudió en Múnich, y recibió clases de 120 florines al año por su diligencia, lo cual le capacitó para estudiar Leyes en Ingolstadt.
La muerte de su padre en 1791, le fuerza a abandonar sus estudios, para ayudar a su madre y familia de 8 hermanas y hermanos.
Tras tentarle la idea de hacerse actor, buscó en la escritura de Arte dramático, en la cual fue justamente un éxito. Escribió la obra Connosieur of Girls. Luego, por las dificultades para encontrar un editor, en su obra Mathilde von Altenstein
decidió intentar la impresión de sus producciones por sí mismo, y es así como comenzó a explorar, una serie de experimentos con etching and copper-plates hasta que finalmente la descubriera. 
Una mañana de 1796, cuando Aloys Senefelder, dramaturgo y músico, escribió la lista de ropa que iba llevarse la lavandera, sobre lo único que tenía a mano, una piedra pulida, con un lápiz graso. 
Senefelder, quien buscaba un método barato de impresión comercial para difundir sus obras de teatro y sus partituras, experimentó a partir de entonces con aquella y otras piedras, basándose en la sabida falta de afinidad entre el agua y la grasa y en la técnica del grabado al aguafuerte.
En su método, según cuenta, realiza un dibujo o escritura sobre una piedra con una composición grasa de jabón, cera y lamp black (negro de humo); limpia después la placa de piedra lavándola con agua, hecho lo cual, se introduce en el aguafuerte y se deja en remojo, de modo que el líquido queda en contacto con las partes no marcadas de la piedra. Queda, pues, una superficie con el dibujo realizado en relieve sobre el resto de la piedra.
La tinta de la impresión es entonces aplicada y gracias al relieve se adhiere sólo a las partes marcadas, dado que el agua ha protegido el resto de la placa. Con esta superficie entintada, es ahora posible realizar múltiples impresiones del documento o figura previamente dibujada mediante la simple aplicación de la piedra entintada sobre la superficie destino, papel o cualquier otra.
Este es el proceso llamado printing o Grabado. 
En fuerza, de sus grandes dificultades económicas, continuó
desalentado, y en repetido desacuerdo.
En su autobiografía (introducción a "Lehrbuch" Litografía),
el expresó el deseo de que su invento, pudiera traer a la humanidad, esa especie protectora que beneficia y tiende a incrementarse 
en un plano noble, aunque ello nunca puede malentenderse para própositos de mal carácter.

## Premios
Los numerosos resultados exitosos y desarrollo creado por él, fue premiado en los años siguientes:
- La Medalla de la Sociedad del Valor", Inglaterra.

- La más alta medalla de los Polytechnische Verein fur Baiern",
- La Medalla de Oro del Honor, de la orden por Civivedienst o "The Barvarian Crown",

Y, varios otros premios.

## Frases
- ¡Puede en la Gracia del Todopoderoso conceder!
- Entonces, ¡dichosos por la hora en la cual yo hice mi invención!

## Utilidades
El sistema sirve comercialmente para la impresión de partituras musicales, mapas, reproducciones de color y rótulos. 
Desde el desarrollo hacia 1860 de la talla dulce o grabado en madera y otros procedimientos de grabado sobre metal, tales como el aguafuerte, que permitía la impresión de los mismos con el tipo de imprenta. La Litografía quedó relegada a fines comerciales y en especial, a la realización de carteles.
Dos años más tarde, en 1798, Senefelder ha completado todos los pasos de su revolucionario procedimiento, que él denomina "impresión química" y
que da a conocer, tras de patentarlo, en el resto de Europa.
Dos décadas después, cuando es ya famoso su taller de impresión en Múnich, publicará un tratado de divulgación, ahora sí con el nombre de "litografía".
En 1800, Senefelder deja a la oficina de Patentes de Londres una ' Descripción completa de la litografía '. 
El año siguiente, su socio, Antoine Andre, importa la litografía a Londres. Su hermano, Frédéric Andre, obtiene una patente de importación para Francia en 1802. 
Aparece en Italia en 1805, bajo los auspicios del taller de G. Dall'armi. La litografía se introduce en Dinamarca en 1812. 
Es en 1815 que este arte toma su verdadero auge. En 1818, Senefelder funda un taller en París. 
En 1819, describe su invención en un libro, primero publicado en Múnich, y pronto seguido de una traducción francesa

## Creadores
Distinguidos artistas, como Fantin-Latour y Whistler, descubrieron nuevas cualidades de la litografía como procedimiento artístico. Su delicadeza y 
las ricas tonalidades del negro hicieron de ella el método directo preferido por los artistas para la reproducción exacta de los facsímiles dibujos.
Entre algunos artistas más modernos que utilizan este procedimiento figuran algunos tan reconocidos como Joseph Penell, Fran Brangwyn y George Belows,
o el mismo, Toulouse-Lautrec.
Carlos Gimbernant fue uno de los primeros españoles en emplear la litografía, a la que dio notable impulso las obras de Francisco Goya1818, algunas exhibidas en el Museo del Prado, en Madrid. 
En 1826 fue fundado el Real Establecimiento Litográgico de Barcelona, cuya dirección se confió a José Madrazo, al mismo tiempo que Antonio Brusi creaba un taller litográfico fundado 
1819 por la Dirección de Hidrografía.

## Introducción en España

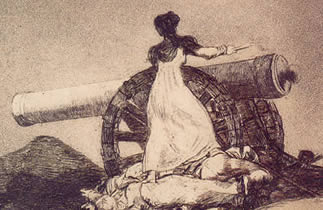
Grabado: Que valor! de Francisco Goya.

El arte ha tenido en España excelente cultivadores, siendo técnica en nuestros días en cierto sigilio, y en reducido número de artistas cultivando esta técnica.
En 1825, el famoso artista español crea la serie de los ' Toros de Burdeos '. En 1824, un joven artista inglés viviendo en Francia, Richard Parkes Bonington, se hace notar gracias a sus obras en blanco y negro.
En favor de la Revolución de 1830, el semanario La Caricatura, y en aquel entonces Le Charivari revelan Daumier, cuya obra se erige como un testigo de la sociedad y de la política de su época.

## Traducciones
Su principal publicación fue "Vollstandiges Lehrbuch der Steindruckerei" Múnich y Viena, 1818.
Ello fue tracucido al francés(París 1919), al inglés (Inglaterra 1819) e italiano (Nápoles, 1824).
- Datos: Q161048
- Multimedia: Alois Senefelder / Q161048